# استلیکا مورکوف
استلیکا مورکوف (رومانیایی: Stelică Morcov؛ زادهٔ ۱ نوامبر ۱۹۵۱) کشتی‌گیر اهل رومانی بود.
وی در مسابقات کشوری و بین‌المللی در مجموع برندهٔ ۲ مدال برنز شده‌است.